# とっておき関西おひるまえ
とっておき関西おひるまえは、2001年4月から2003年3月20日に放送されたNHK大阪放送局のお昼前の情報番組。
以前から大阪放送局では、平日の11時台後半に「くらしのチャンネルきんき」・「関西おひるまえ」などの地域情報番組を放送したが、11時台を地域密着型の放送を進めようということで、この番組が開始された。
基本的には17時台に放送されていた「夕方5時ですとっておき関西」と連動する形で、近畿各地の放送局からの地域情報、ゲストを交えてのインタビュー、トレンド・生活情報、クイズ、ビデオレターなどで構成された。2003年4月から開始された後継番組の「ぐるっと関西おひるまえ」の体裁もほぼ同じである。
なお「暮らしのチャンネル」時代には府県別編成を行うための時間帯があったが、この番組では飛び降り時間ポイントがなかったため、府県別編成は実施されていない。

## 放送時間の変遷
いずれも祝日・高校野球・国会開催時は休止。
- 2001年4月〜10月
  - 月〜木 11:30〜11:54
  - 金曜日 11:05〜11:54（大阪放送局内の特設スタジオから公開生放送）
- 2001年11月〜2002年3月
  - 11:05〜11:54（大阪放送局移転に伴い枠拡大。全曜日局内のBKプラザスタジオからの公開生放送に）
- 2002年4月〜2003年3月
  - 月〜木 11:05〜11:54
  - 金曜日 10:30〜11:54（金曜日のみ枠拡大、中断11:00〜05・NHKニュース）

## 司会者
- 寺谷一紀（〜2002年1月、NHK退職に伴い途中降板）
- 比留木剛史
- 赤崎加林

2001年10月までは、寺谷・比留木が1週交代で出演し、赤崎は金曜日のみの出演だったが、2001年11月からは赤崎が全曜日出演となり、2002年2月からは寺谷の退職に伴い、全曜日比留木・赤崎のコンビとなった。

## 備考
番組の最終回となった2003年3月20日は、イラク戦争の開戦に伴う臨時ニュースを放送した為、番組途中の11:45で打ち切りとなった。
| NHK大阪放送局 総合テレビ平日昼前の地域情報番組 | NHK大阪放送局 総合テレビ平日昼前の地域情報番組 | NHK大阪放送局 総合テレビ平日昼前の地域情報番組 |
| 前番組                                         | 番組名                                         | 次番組                                         |
| ---------------------------------------------- | ---------------------------------------------- | ---------------------------------------------- |
| 関西おひるまえ - 2001年3月                     | とっておき関西おひるまえ                       | ぐるっと関西おひるまえ 2003年3月 -             |